# Parral (Chihuahua)
Pour les articles homonymes, voir Parral.
Parral, dont le nom officiel est Hidalgo del Parral, est une commune (municipio) du sud de l’État de Chihuahua, au Mexique. C'est aussi le nom de sa ville principale et chef-lieu administratif. La population de la commune s'élevait à 107 061 habitants en 2010, dont 104 836 habitants pour la seule ville de Parral.

## Histoire
Fondée en 1631, elle a été un important centre minier pour l'extraction de l’argent. Dans le cadre de l'expédition du Mexique, le 8 août 1865, la ville a été le théâtre d'une bataille entre les républicains mexicains et les forces impériales françaises. Ces dernières ont dû capituler le jour même. Lorsque l’exploitation minière cessa au début des années 1930, Parral fut presque totalement abandonnée. C’est à présent une petite cité commerciale.
Elle est connue pour avoir été le théâtre de la mort du leader révolutionnaire mexicain Pancho Villa, assassiné le 20 juillet 1923.

## Évêché
- Diocèse de Parral
- Cathédrale de Parral